# ماركو بارينتوس
ماركو بارينتوس (بالإسبانية: Marco Barrientos)‏ هو مغني مكسيكي، ولد في 20 يونيو 1963 في مدينة مكسيكو في المكسيك.